# 중싱 9호
중싱 9호(중국어 간체자: 中星9号, 병음: Zhōngxīng Jiǔhào) 또는 차이나샛 9(ChinaSat 9), ZX-9는 중국의 통신 위성이다.

## 발사
이 위성은 2008년 6월 9일 12:15:04 UTC에 시창 위성발사센터의 2번 발사대에서 창정 3B 우주발사체에 실려 발사되었다. 스페이스버스 4000C2 위성 버스를 기반으로 하며, 탈레스 알레니아 스페이스가 칸 만델리외 우주센터에서 프랑스에서 제작했다. 이 위성은 궤도에 있는 여러 차이나샛 우주선 중 하나이다.

## 임무
이 위성은 2008년 하계 올림픽을 위한 중계 위성으로 발사되었으며, 이후 일반 통신에 사용될 예정이다. 22개의 Ku-밴드 트랜스폰더를 탑재하고 있으며, 동경 92.2°의 지구 동기 궤도에 배치되었다.